# TuKola

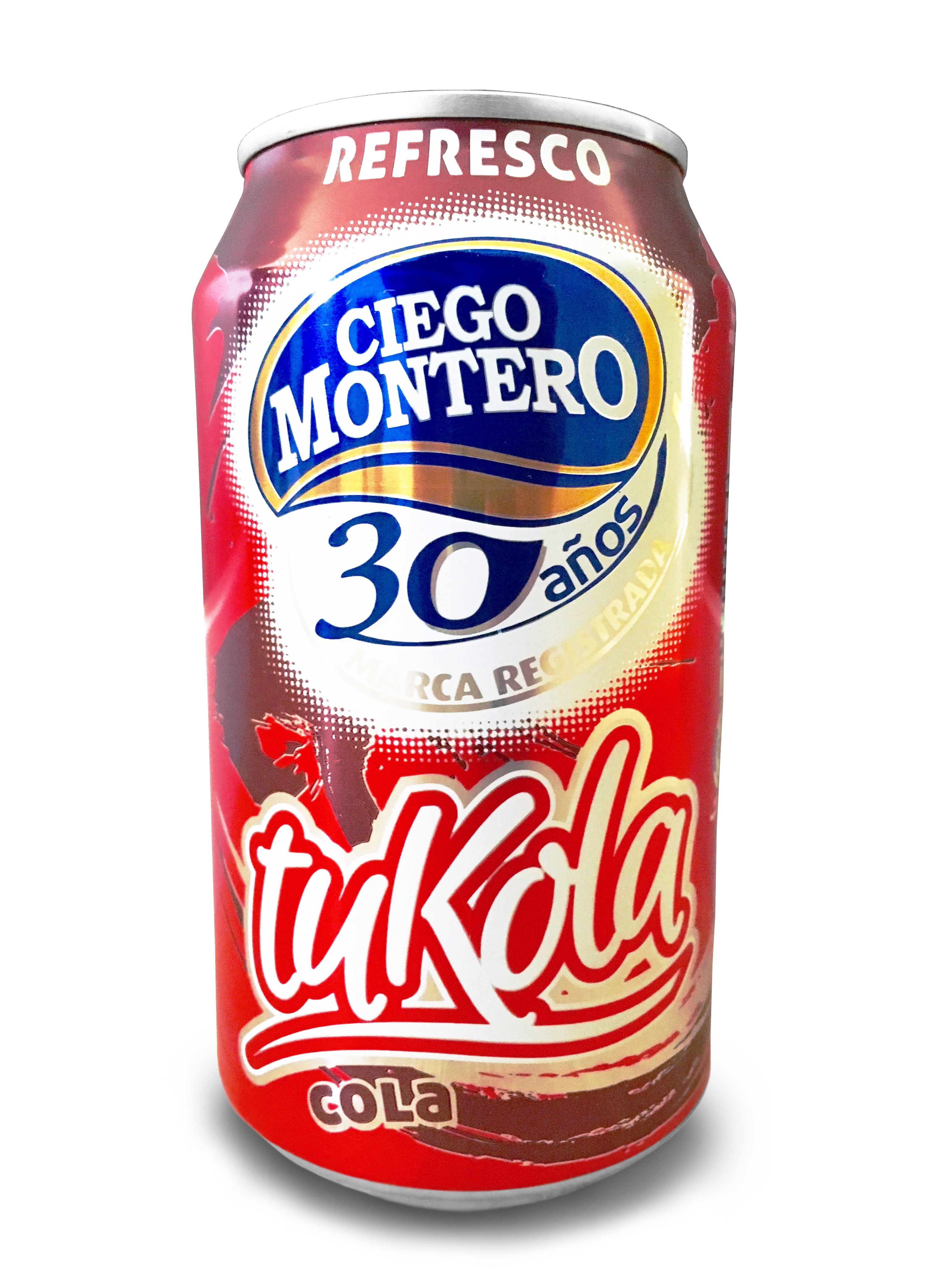
Een blik tuKola.

Het Cubaanse tuKola is een colamerk. Het wordt geproduceerd door Cerveceria Bucanero, hetzelfde bedrijf dat ook Cristal-bier maakt.
Deze cola wordt ook verkocht in Italië en is daarmee het enige Cubaanse product dat op commerciële basis wordt verkocht. Qua smaak is het sterk te vergelijken met Pepsi.
3ES Cola · Afri-Cola · Alter Cola · Amrat Cola · Apotekarnes Cola · Arab Cola · Barr Cola · Beuk Cola · Big Cola · Boylan Cane Cola · Breizh Cola · Bubba Cola · C&C Cola · Campa Cola · Cat Cola · Chat Cola · Chek Cola · Chero-Cola · China Cola · Chtilà Cola · Classic Cola · Club Cola · Coca-Cola · Cola Turka · Cole Cold · Corsica Cola · Count Cola · Cricket Cola · Cuba Cola · Diet Rite Cola · Dixi Cola · Double Cola · El Ché Cola · Elsass Cola · Evoca Cola · Fada Cola · Faygo Cola · Feichang Cola · First Choice Cola · Freeway Cola · Frescolita · fritz-kola · Fruti Kola · Fukola Cola · Future Cola · Fuji-Cola · Herschi Cola · Highway Cola · Icy-Cola · Imazighen Cola · Inca Kola · Isaac Kola · Jolly Cola · Jolt Cola · Just Cola · KasKol · Kiri · Kitty Kola · Kofola · Kola Real · Kola Román · Kola Shaler · Kristal Kola · LA Ice Cola · Libella · Like Cola · Master Choice · Moxie · Mecca-Cola · Muslim Up · Odina · OK Cola · OpenCola · Parsi Cola · Pepsi Cola · Perú Cola · Polo-Cockta · Pop Cola · Pran Cola · Premium-Cola · President's Choice Cola · Qibla Cola · R.C. Cola · Raak Cola · Raak Kindercola · Red Kola · Reyna Kola · Ritchie Cola · River Cola · Rola Cola · Royal Crown Cola · Sam's Choice Cola · Salva Cola · Honey Saps Cola · Schweppes Cola · Shasta Cola · Sinalco Cola · Sugar Cane Cola · TaB Cola · Thums Up · Tropicola · tuKola · Ubuntu Cola · Ugarit Cola · Uludağ Cola · Virgin Cola · Vita Cola · Viva Cola · XL Cola · Zam Zam Cola · Zelal Cola · ZOOB Cola